# Кызылсенгир (Ордабасинский район)
Кызылсенгир (каз. Қызылсеңгір, до 2007 г. — Социалистик когам) — село в Ордабасинском районе Туркестанской области Казахстана. Входит в состав Кажымуканского сельского округа. Код КАТО — 514630700.

## Население
В 1999 году население села составляло 365 человек (180 мужчин и 185 женщин). По данным переписи 2009 года, в селе проживало 296 человек (148 мужчин и 148 женщин).